# Hrádeček (Naturpark)

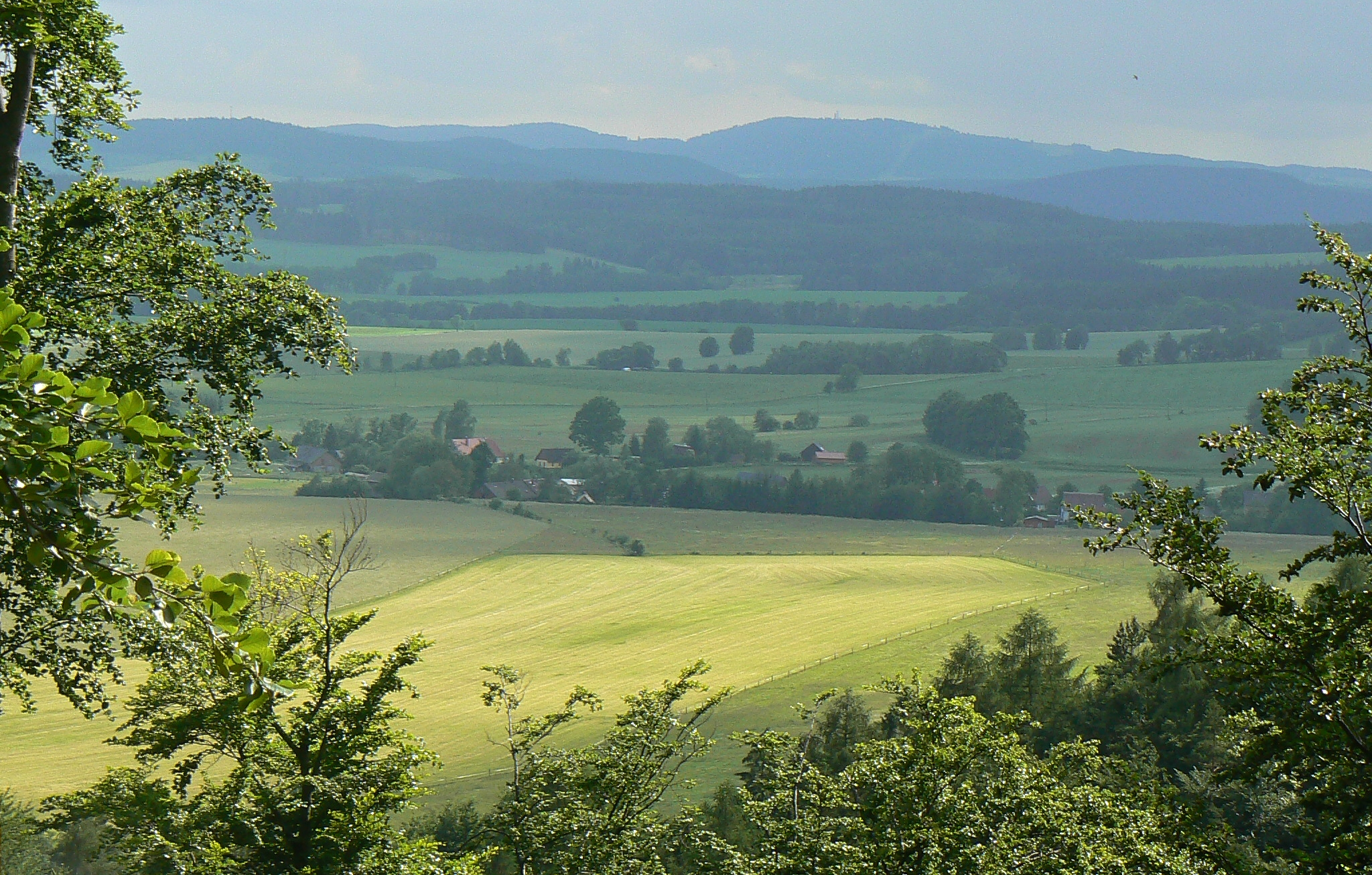
Blick von der Ruine Břecštejn

Der Naturpark Hrádeček (Přírodní park Hrádeček) befindet sich etwa fünf Kilometer westlich von Trutnov in der Region Královéhradecký kraj in Tschechien.
Der am 17. April 2000 durch eine Anordnung des Kreisamtes Trutnov ausgerufene Park liegt nördlich der Gemeinde Vlčice und umfasst die Ansiedlung (und Katastralbezirk) Hrádeček, wo auch die Burgruine Břecštejn liegt. Auf dem Gelände befinden sich die Anhöhen Skalka (550 m n.m.), Vlčí skála (587 m n.m.), Havran (564 m n.m.) und Pekelský vrch (583 m n.m.).
Der Park soll die letzten Bestände der Rotbuchenbiotope schützen, die dem Riesengebirge vorgelagert sind.